# Шутово (Оренбургская область)
Шутово — село в Илекском районе Оренбургской области, входит в состав Илекского сельсовета.

## География
Село находится на левом краю поймы реки Урал, на расстоянии примерно 10 км к востоку от села Илек, административного центра района.

### Климат
Климат резко континентальный. Лето жаркое, знойное с недостаточным увлажнением с частыми и сильными суховеями. Зима холодная с морозами и частыми метелями. В этот период наблюдаются оттепели. Устойчивое залегание снежного покрова 130-140 дней с 25 ноября по 7 апреля. Средняя высота снежного покрова — около 20 см. Среднемесячная температура воздуха в июле составляет около +22 °C, в январе —14 °C. Разница между максимальной (+42 °C) и минимальной (—43 °C) температурой в году достигала 85 °C. Продолжительность безморозного периода 140 дней в году. Последние заморозки в первой-начале второй декады мая. Среднегодовая сумма осадков колеблется от 273 до 363 мм, за теплый период (апрель-октябрь) выпадает 177—215 мм, в том числе за май-июнь — 66-75 мм.

### Часовой пояс
Село Шутово, как и вся Оренбургская область, находится в часовой зоне МСК+2. Смещение применяемого времени относительно UTC составляет +5:00.

## История
Село упоминается с 1926 года, когда в нём было учтено 169 жителей и 36 дворов, в том числе русских 23 и украинских 10. В советское время работали колхозы «Красный партизан» и «Путь Сталина». 

## Население
| 2010 | 2021 |
| ---- | ---- |
| 197  | ↘192 |

### Национальный состав
Согласно результатам переписи 2002 года, в национальной структуре населения русские составляли 94 % из 219 чел.

## Инфраструктура
В селе отсутствуют объекты социальной инфраструктуры.